# Laserdance

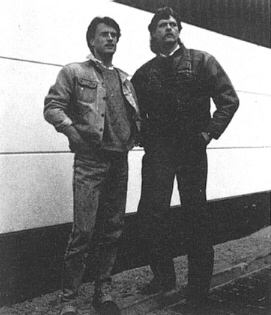
Michiel Van der Kuy und Erik van Vliet

Laserdance (ursprünglich Lazer Dance sowie später als Laser Dance oder LaserDance) ist eine aus den Niederlanden stammende Band, die 1981 durch Erik van Vliet, dem Eigentümer und Gründer des Labels Hotsound Records, gegründet wurde. Mit dem im Januar 1983 hinzugekommenen Mitproduzenten Michiel van der Kuy waren die darauf folgenden Jahre die erfolgreichste Zeit für Laserdance.

## Geschichte
Seit 1983 wurden unter diesem Gruppennamen zahlreiche Singles und Alben veröffentlicht, die rhythmische, tanzbare elektronische Musik enthalten. Da die Musik von Laserdance hauptsächlich mit Synthesizern produziert wird, bezeichnet man deren Musikstil auch als Synthdance oder aufgrund des oft spacigen Sounds auch als Spacesynth. Die meisten Musiktitel sind überwiegend instrumental gehalten, so dass hier auch von Instrumental-Disco gesprochen wird.
Die Erstveröffentlichung und die erste Single von Laserdance wurden mit Hilfe von Fonny De Wulf (Mitproduzent von Rofo) produziert und noch unter dem Gruppennamen Lazer Dance herausgebracht, wobei der Titel gleichnamig Lazer Dance hieß. Die Single basiert auf dem gleichlautenden Song Laserdance (B-Seite der Single Crimebuster) von Sponooch aus dem Jahr 1979. Der vorherige Gruppenname wurde kurz darauf in Laser Dance geändert. Der erste Song erschien in weiteren Auflagen oder Remixen nunmehr ebenfalls unter dem Titel Laser Dance bzw. Laserdance. Der Erfolg für Laserdance mit der eigenen Single-Version war der Grundstein für weitere Produktionen. Hierfür warb Erik van Vliet Michiel van der Kuy als Mitproduzenten an, wobei van der Kuy die Sounds einspielte und van Vliet angab, wie es klingen sollte, sowie das Projekt managte. Die hieraus resultierende zweite Single Goody's Return wurde 1984 veröffentlicht und war neben weiteren Produktionen wie Humanoid Invasion oder auch Powerrun in den 1980er Jahren sehr erfolgreich. Auch das erste Album Future Generation, welches 1987 in Deutschland unter dem Sub-Label Galaxis des Plattenlabels ZYX erschien, war mit fast 150000 verkauften Tonträgern ein großer Erfolg. Bei diversen Titeln von Laserdance wirkten weitere Musiker mit, u. a. Rob van Eijk und Ruud van Es. Michiel wandte sich zwischen den Laserdance-Produktionen immer wieder eigenen und auch anderen Musikprojekten zu (u. a. L.A. Style, Kozmoz, Rygar, Area 51, Proxyon, Koto), bei denen zumeist der Laserdance-Sound herauszuhören ist. Bis 1995 folgte von Laserdance jedes Jahr ein neues Album, welche in den Niederlanden von Dutch Rebel Music produziert wurden. Den deutschen Vertrieb übernahm weiterhin das ZYX-Label. Nachdem man sich mit dem 1995 produzierten Album The Guardian Of Forever am aktuellen Techno- und Trancestil orientieren wollte, dieser aber von den Laserdance-Fans nicht angenommen wurde, legten die Produzenten mit Laserdance eine Pause ein.
Mit dem Wiederkehren der Musik aus den 1980er Jahren wurde Erik nochmals ohne Michiel mit Laserdance aktiv. Michiel war zu diesem Zeitpunkt durch andere Projekte verhindert (u. a. Rygar, Alice Deejay). In einem Interview vom 22. Mai 1999 gab Michiel van der Kuy zudem Differenzen mit Erik van Vliet wegen der Bezahlung für die Album-Produktion an. Erik van Vliet suchte aus diesen Gründen einen weiteren Mitproduzenten, den er in Julius Wijnmaalen fand. Mit ihm wurde im Jahr 2000 das zehnte Album Laserdance Strikes Back über ZYX Music auf den Markt gebracht. Das Genre sollte erneut an Trance angelehnt werden, wobei das Album jedoch nur Synthdance-Musik beinhaltete, welche mit moderneren Synthesizer-Sounds produziert worden war. Die Songs klangen nicht mehr nach dem ursprünglichen Laserdance-Stil und wurden von den Fans nur bedingt angenommen, weshalb der Erfolg für dieses Album auch ausblieb.
Hiernach war es lange Zeit still um Laserdance. Die Rechte an dem Projekt hat inzwischen das ZYX-Label erstanden. 2004 wurde unter dem Namen Laserdance Project eine Single mit dem Namen Laserdance Megamix unter ZYX veröffentlicht, welche Musiktitel von Laserdance, Koto und Hypnosis (bzw. Hipnosis) beinhaltete. Unter Laserdances erschien hierzu im selben Jahr auch ein Album mit diversen Synthdance-Künstlern neben Laserdance selbst. 2005 gab es nachfolgend unter gleichnamigem Projektnamen einen Laserdance Megamix Vol.2.
In einem weiteren Interview vom Dezember 2010 gab Michiel van der Kuy noch zu verstehen, dass für die Zukunft von seiner Seite aus kein Interesse an weiteren Laserdance-Produktionen bestehe. Von ZYX wurden andere Künstler angefragt, für das Label unter dem Projektnamen Laserdance zu produzieren. Im Jahr 2014 erschienen über Laserdance die neue Single Moon Machine auf dem ZYX-Sampler ZYX Italo Disco Spacesynth Collection, welche wieder von Michiel van der Kuy produziert wurde, sowie die neue Single Cosmic Energy auf dem ZYX-Sampler ZYX Italo Disco New Generation Vol. 5. Mit beiden Titeln hatte man wieder zu ehemaligen Laserdance-Sound-Wurzeln zurückgefunden. Cosmic Energy wurde von Andreas Mohr komponiert und produziert, der sich mit seinem eigenen Musik-Projekt Cyber Space ebenfalls im Synthdance- bzw. Spacesynth-Bereich ansiedelt und bereits zuvor Remixe von alten Laserdance-Titeln – u. a. Shotgun (Cyber Space Remix) – herausbrachte. Laut Andreas Mohr soll es von ihm selbst erst mal keine weiteren Laserdance-Produktionen geben. Erik van Vliet wird für Laserdance wieder als ausführender Produzent hinter den Produktionen stehen.
Nach 16 Jahren Albumpause erschien im September 2016 das elfte Album Force of Order, welches im altbewährten Spacesynth-Sound der ersten Laserdance-Alben produziert wurde. Erik van Vliet und Michiel van der Kuy haben für dieses Album extra die alten Synthesizer der älteren Aufnahmen reorganisiert, um nach 21 Jahren wieder gemeinsam Laserdance-Titel zu produzieren. Von dem Album gab es einen Vorverkauf einer Special Edition CD, die mit diversen Extras ausgestattet und von Erik und Michiel handsigniert worden sind und auf weltweit 140 Stück limitiert war. Zudem wurden die zehn Albumtitel als Doppel-LP herausgebracht. Auch hier gibt es eine signierte, auf 50 Stück begrenzte Limited-Edition. Auf der LP-Ausgabe befindet sich zusätzlich ein exklusiver Megamix des Albums, wobei auf der Limited-Edition die Single Version (9 Minuten Länge) und auf der normalen Kaufvariante die Langfassung (ca. 15 Minuten) enthalten ist.

## Diskografie

### Singles
- 1983: Lazer Dance
- 1984: Goody's Return
- 1986: Humanoid Invasion
- 1986: Humanoid Invasion (Remix)
- 1987: Battle Cry
- 1987: Powerrun
- 1987: Fear
- 1988: Megamix Vol.1
- 1988: Laser Dance ('88 Remix)
- 1988: Shotgun (Into the Night)
- 1989: Megamix Vol.2
- 1989: Cosmo Tron
- 1990: Megamix Vol.3
- 1990: The Challenge
- 1991: Megamix Vol.4
- 1992: Technoid

### Alben
- 1987: Future Generation
- 1988: Around the Planet
- 1989: Discovery Trip
- 1990: Changing Times
- 1991: Ambiente
- 1992: Technological Mind
- 1993: Hypermagic
- 1994: Fire On Earth
- 1995: The Guardian of Forever
- 2000: Strikes Back
- 2016: Force of Order
- 2018: Trans Space Express
- 2024: Mission Hyperdrive

### Sonderalben
- 1992: The Best Of
- 1994: Laserdance Orchestra Vol.1
- 1994: Laserdance Orchestra Vol.2
- 1995: The 12" Mixes
- 2015: Greatest Hits & Remixes